# 廖起巘
廖起巘，號付鰲，四川成都府眉州仁壽縣民籍。

## 生平
萬曆丙戌（1586年）六月二十七日生。万历三十四年（1606年）丙午科四川鄉試第五十三名舉人，四十四年（1616）丙辰科三甲八十一名进士，户部觀政，授行人，四十八年升兵部车驾司主事，天啓三年（1623年）升职方司署郎中，四年升郎中，本年升湖廣布政司参议，五年升貴州提学副使，六年加升右參政，照旧管事，崇禎元年二月，升為陝西按察使，三年再升陕西右布政使，四年考察去職。

## 家族
曾祖廖忠，贡生。祖父廖坤，知縣。父廖道充，知縣。